# APA Corporation
APA Corporation er holdingselskab for Apache Corporation, en amerikansk olie- og gasudvindings-virksomhed. Den er registreret i Delaware og har hovedkvarter i Houston. I 2021 foregik 59 % af produktionen i USA, 29 % i Egypten og 12 % i Nordsøen.